# 流长镇
流长镇，是中华人民共和国贵州省貴陽市息烽县下辖的一个乡镇级行政单位。
2016年4月22日，贵州省人民政府批复同意撤销流长乡建制，设置流长镇，撤乡设镇后行政区域和政府驻地不变。

## 行政区划
流长镇下辖以下地区：
流长村、大水井村、大兴村、营中村、新中村、水尾村、四坪村、前奔村、龙泉村、宋家寨村、李安寨村、甘溪村、龙塘村、茶园村和长涌村。